# Elena Ceaușescu

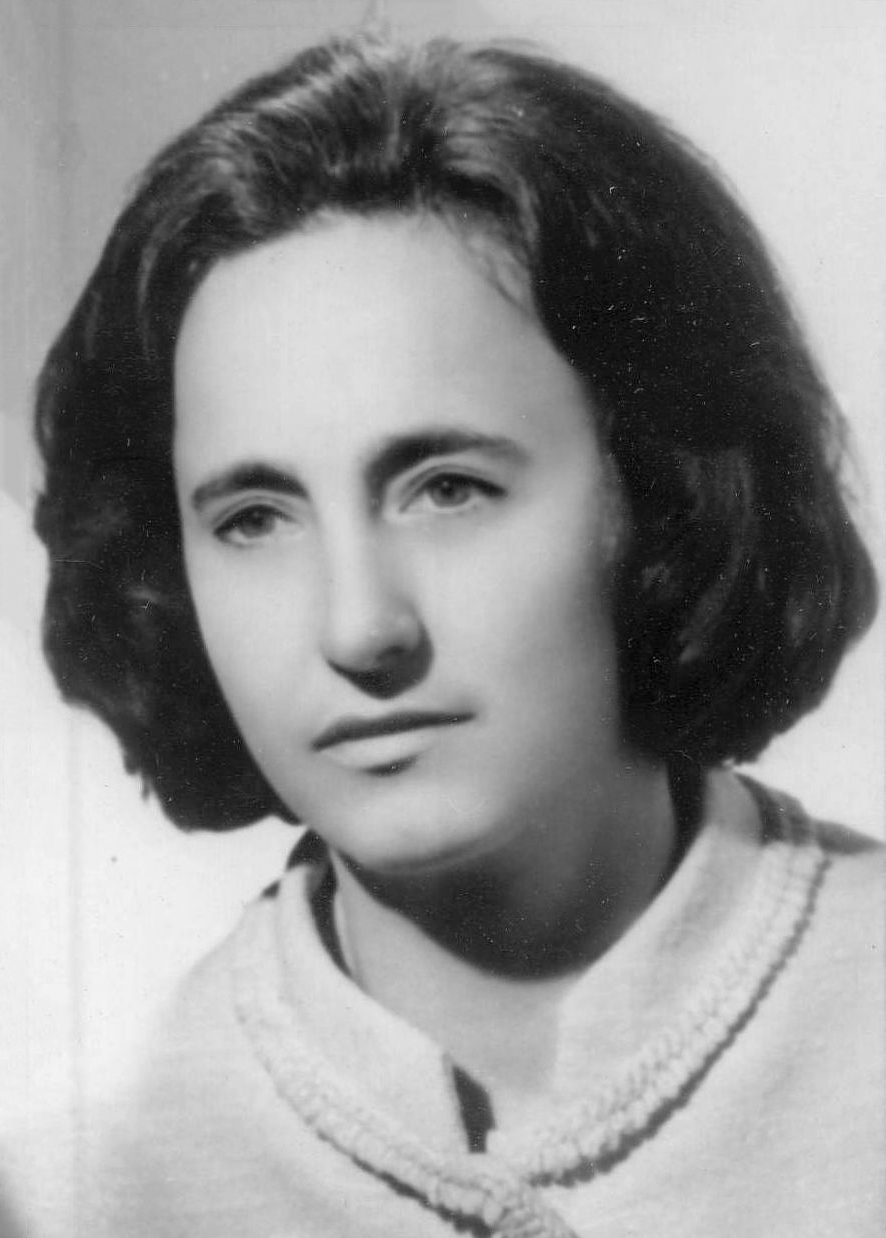
Elena Ceaușescu

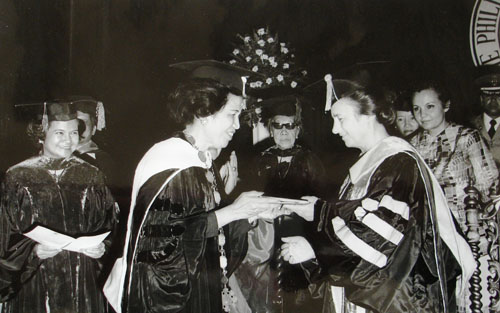
Elena Ceaușescu in 1975 tijdens de verlening van een eredoctoraat aan de Universiteit van Manilla

Elena Ceaușescu, geboren als Lenuta Petrescu, (Petrești, 7 januari 1919 – Târgoviște, 25 december 1989) was de echtgenote van Nicolae Ceaușescu, de secretaris-generaal van de Roemeense Communistische Partij en leider van de Socialistische Republiek Roemenië. Ze was first lady van Roemenië tijdens het presidentschap van haar man tussen 1974 en 1989. Van 1980 tot 1989 was ze tezelfdertijd ook vicepremier van Roemenië. Na de Roemeense Revolutie van 1989 werd ze samen met haar echtgenoot geëxecuteerd door een vuurpeloton op 25 december 1989.

## Achtergrond
Elena Ceaușescu werd (waarschijnlijk) geboren op 7 januari 1919 in het dorpje Petrești, in Roemenië. Haar vader was arm, mogelijk een boer of herbergier. Op school was Elena goed in handwerk, zingen en gymnastiek. Nadat ze vanwege slecht gedrag van de basisschool afging, ging ze eerst op het land werken, later trok ze met haar broer, Gogu Petrescu, naar Boekarest. Ze ging eerst in een laboratorium werken, waar ze een belangstelling ontwikkelde voor scheikunde, daarna ging ze in een textielfabriek werken. In Boekarest woonde ze bij haar broer en zijn vrouw Adela. Adela was een overtuigd marxist en heeft Elena aan deze ideologie geïntroduceerd. In 1939 werd Elena deel van de Roemeense Communistische Partij (RCP). Ze ontmoette Nicolae Ceaușescu een jaar eerder, die toen secretaris van de Jonge Communisten was. Kort daarvoor was hij veroordeeld tot 2 jaar voor activiteiten van communistische propaganda en bleef gedurende de Tweede Wereldoorlog in gevangenschap. Tijdens de oorlog verzamelde Elena informatie van Duitse soldaten voor de communistische partij.
Na de oorlog trouwde zij (met goedkeuring van de partij) met Nicolae. Het koppel had drie kinderen: Valentin (1948-heden), Zoia (1949-2006) en Nicu (1951-1996).

## Politiek en wetenschappen
Elena had officieel geen belangrijke functie in de politiek totdat Nicolae secretaris-generaal werd van de RCP in 1965. In de jaren 40 kreeg ze een baan bij het ministerie van Buitenlandse Zaken, maar ze was vaak niet aanwezig. Nicolae had voor 1965 al meerdere posities in het communistische regime van zijn voorganger en mentor, Gheorghe Gheorghiu-Dej, de leider van het eerste communistische regime. Elena was echter erg actief in de scheikunde; nadat haar man staatshoofd was geworden van Roemenië kon Elena Ceaușescu door middel van avondscholing een doctoraat behalen. In 1967, hetzelfde jaar dat Nicolae voorzitter werd van de Staatsraad, werd Elena tot voorzitter van de Sectie Natuurkunde Van de Opperste Economische Raad (ICECHIM) gekozen, een verkiezing die niet onomstreden was. De Ceaușescu's dachten dat dit hen status gaf. Die gedachte was gebaseerd op een uitspraak van Stalin, waarin hij zei dat je beide macht en status nodig had om aan de macht te blijven; zij dachten dit te kunnen bereiken via het publiceren van boeken. Ze publiceerde vele wetenschappelijke onderzoeken, waarvan echter gezegd wordt dat Ceaușescu deze niet zelf schreef. Het is zelfs erg waarschijnlijk dat Elena analfabeet was, aangezien ze de basisschool nooit heeft afgemaakt en er geen enkel bewijs is dat ze scheikunde ook echt gestudeerd heeft. Ze werd diverse malen in landen onder bevriende regimes onderscheiden voor haar prestaties op wetenschappelijk gebied. Haar titel dr.h.c.mult. Elena Ceaușescu was echt, alhoewel het een ruilmiddel was voor een charmeoffensief naar een aantal kapitalistische landen. Pas in de jaren zeventig begon Nicolae zijn familie belangrijke functies in het regime te geven, als eerste aan Elena. In 1973 maakte Nicolae haar lid van het Politieke Uitvoerende Comité (politbureau) van de RCP en vanaf het begin van de jaren tachtig was zij tevens vicepresident. Men verwachtte dat Elena Nicolae zou opvolgen wanneer deze kwam te overlijden. Ze was na hem de meest belangrijke Roemeen, mogelijk zelfs invloedrijker dan Nicolae, aangezien ze veel invloed uitoefende op hem.De Ceaușescu's leefden tot de Roemeense revolutie in luxe.

## Bewind
Opvallend aan het bewind van Elena en Nicolae Ceaușescu is dat ze de aanwezigheid van het Rode Leger in de satellietstaten publiekelijk afkeurden, zoals bij het ingrijpen bij de Praagse Lente. Ook weigerden ze troepen te sturen naar Praag, ondanks dat het Warschaupact hun daartoe verplichtte. De reden daarvan was dat ze overtuigd stalinistisch waren en Chroesjtsjov en zijn destalinisatierede dus afkeurden. Verder zijn zowel President Nixon in 1969 als senator George McGovern in 1979 op staatsbezoek geweest in Roemenië en zijn de Ceaușescu's naar het Verenigd Koninkrijk geweest op staatsbezoek. De VS en Roemenië waren tot een arrangement gekomen waarin Ceaușescu kritiek leverde op de Sovjet-Unie en de VS als dank hiervoor de misdaden van Ceaușescu negeerden. Dit was omdat Ceaușescu een directe bron van informatie was van het beleid van de Sovjet-Unie en het Westen zo informatie kreeg over de toestand achter het IJzeren Gordijn.
In mei 1971 gingen Elena en Nicolae op staatsbezoek in China en Noord-Korea. Daar raakten ze geïnspireerd door de persoonsverheerlijking en ze begonnen deze cultus ook op Roemenië te forceren. Ze gaven belangrijke regeringsfuncties aan familie en ze gingen wonen in villa's en paleizen. In tegenstelling tot andere communistische leiders, lieten de Ceaușescu's hun luxe en rijkdom openlijk zien, zodat ze een imago van adel kregen. Nicolae Ceaușescu kwam soms zelfs opdagen bij ceremonies met een scepter in zijn hand.

## Val en dood
Terwijl de Ceaușescu's in luxe leefden, zakte Roemenië steeds verder in armoede. Aangezien Ceaușescu had besloten om de staatsschuld af te betalen moest er bezuinigd worden en hij weigerde te bezuinigen op zijn luxe; dus moest er bezuinigd worden op de accommodaties van het volk, die al schaars waren. Elektrische apparaten in huis gebruiken werd verboden en je mocht maar één kamer per verblijf verlichten in de nacht. Ook mochten taxi's en private auto's niet meer rijden om olie te besparen. Elena haalde de kwaliteit van academische instituten naar beneden omdat ze het bekijken van buitenlandse onderzoeken niet toestond. Desondanks behield Elena haar imago als wetenschapper en veel buitenlandse universiteiten gaven haar eredoctoraten. De Ceaușescu's leefden steeds meer in een waanbeeld. In 1989 was het land in chaos, wat versterkt werd door de revolutionaire gebeurtenissen die in bijna elk communistisch land plaatsvonden. Ook was de steun van de Verenigde Staten verdwenen door Gorbatsjovs hervormingen, waardoor Roemeense kritiek op de Sovjet-Unie niet meer nodig was. Op 21 december 1989 hield Nicolae Ceaușescu een toespraak in Boekarest, maar de stemming werd snel grimmig. Elena en Nicolae vluchtten via een helikopter, ze werden echter de volgende morgen al opgepakt. De nieuwe regering, het Front voor Nationale Redding, hield een schijnproces waarin Elena en Nicolae herhaald zeiden dat ze de rechtbank niet erkenden en geen vragen zouden beantwoorden. Ook beweerden ze normale burgers te zijn die in een simpel appartement woonden, hoewel het koppel in het grootste gebouw van Europa woonde. De rechtszaak eindigde in unaniem een doodstraf voor beide Ceaușescu's, voor volkerenmoord tegen Roemenië, specifiek aan de dood van 60.000 mensen in Timișoara. Op 25 december 1989 werden ze geëxecuteerd. De opnamen van het proces en de executie werden wereldwijd verspreid.

## Begraafplaats
Het echtpaar Ceaușescu werd vervolgens op een militaire begraafplaats in Boekarest begraven, waarbij een valse naam op de houten kruisen was gezet. Dat moest grafschennis voorkomen. Hun drie kinderen hebben lang betwijfeld of het paar inderdaad daar begraven was. Mede doordat de gebeurtenissen in december 1989 elkaar in een hoog tempo opvolgden, verkeerden familieleden jarenlang in onzekerheid of de lichamen op de begraafplaats wel echt die van de Ceaușescu's waren. In juli 2010 werd het aangewezen graf met het oog op een forensisch onderzoek uitgegraven, nadat de (schoon)kinderen van het paar daar vijf jaar juridische strijd voor hadden geleverd. Op 3 november 2010 werd door de directeur van het nationale forensisch instituut bekendgemaakt, dat het lichaam van Elena Ceaușescu niet met zekerheid geïdentificeerd kon worden bij het DNA-onderzoek. Daarvoor zou er te weinig vergelijkingsmateriaal zijn. Het mannelijke stoffelijk overschot was volgens het instituut inderdaad van Nicolae Ceaușescu. DNA-testen hadden dit uitgewezen.

## Invloed
De Ceaușescu's hadden niet veel invloed op internationaal gebied. Ze gaven informatie over de Sovjet-Unie door aan de Verenigde Staten, maar dit heeft geen grote invloed gehad op de Koude Oorlog. Ook was hun dood niet belangrijk voor de Koude Oorlog, aangezien die toen al voor een groot deel afgelopen was. Ze waren een typisch voorbeeld van communistische leiders die vasthielden aan het stalinisme en niet wilden hervormen. Opmerkelijk was dat door de persoonsverheerlijking de haat van het Roemeense volk focuste op de leiders en niet de hele communistische partij. Elena zou ook invloed kunnen hebben op de hedendaagse Roemeense politiek; er zijn nu geen tot weinig vrouwen in de politiek. Een mogelijke verklaring hiervoor is dat de enige vrouwelijke leider die Roemenië gehad heeft Elena was, wat geen goed voorbeeld is geweest voor ze. Ceaușescu's regime veroorzaakte veel negatieve effecten, zoals een slechte economie, die nog steeds duidelijk merkbaar zijn in hedendaags Roemenië.

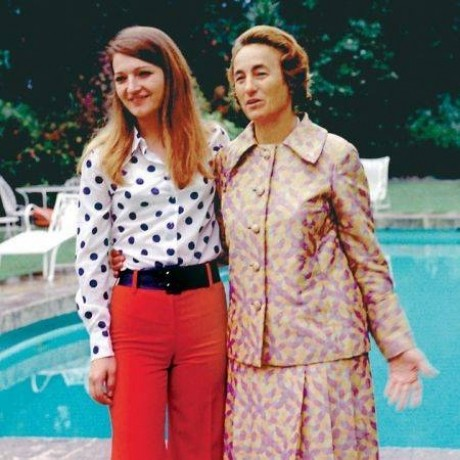
Zoia en Elena Ceaușescu in 1978